# Sergio Guzmán (ostacolista)
Sergio Guzmán Lira (20 giugno 1924 – Peñaflor, 21 ottobre 2016) è stato un ostacolista e velocista cileno, specializzato nei 400 metri ostacoli.
Ha rappresentato il Cile ai Giochi olimpici estivi di Londra 1948, gareggiando nei 400 metri ostacoli e nella staffetta 4x400 metri, con i connazionali Carlos Silva, Jaime Hitelman e Gustavo Ehlers.

## Palmarès
| Anno | Manifestazione  | Sede   | Evento      | Risultato | Prestazione | Note |
| ---- | --------------- | ------ | ----------- | --------- | ----------- | ---- |
| 1948 | Giochi olimpici | Londra | 400 hs      | Batteria  | 55"9        |      |
| 1948 | Giochi olimpici | Londra | 4×400 metri | Batteria  | 3'23"8      |      |